# Мохаммад Али Мирза Каджар
Мохаммад Али Мирза Каджар (перс. محمدعلی میرزا قاجار‎ ; род. 23 мая 1942, Париж) — представитель династии Каджаров. Нынешний глава династии.

## Биография
Родился Мохаммад Али в Париже 23 мая 1942 года. Его отец Махмуд мирза Каджар был главой дома, 2 месяца в 1988 года. По профессии Мохаммад Али является финансистом.
Мохаммад Али Мирза Каджар дважды состоял в браке. В первый раз он женился на Робин Каджар-Вамболд, однако брак был расторгнут. От своей нынешней жены Шарлотты у него есть дочь Роксана (род. Париж, 30 мая 1993 г.).
После смерти Султана Али мирзы Каджара в 2011 году, он стал главой Королевского дома Каджаров.